# Dutton (Alabama)
Dutton è un comune degli Stati Uniti d'America situato nella contea di Jackson dello Stato dell'Alabama.